# Alstroemeria cuiabana
Alstroemeria cuiabana este o specie de plante monocotiledonate din genul Alstroemeria, familia Alstroemeriaceae, descrisă de Pierfelice Ravenna. Conform Catalogue of Life specia Alstroemeria cuiabana nu are subspecii cunoscute.